# Crotalaria strigulosa
Crotalaria strigulosa é uma espécie de legume da família Leguminosae.
Apenas pode ser encontrada no Iémen.